# 饒慶鈴
饒慶鈴（1969年11月23日—），中華民國政治人物，中國國民黨籍，生於臺東縣，現任臺東縣縣長，曾任臺東縣議會議長、副議長、議員、國民黨副秘書長、國民黨中央常務委員。父親為前立法院副院長饒穎奇。
2018年獲國民黨提名參選臺東縣縣長並當選，2022年連任。

## 經歷
- 2005年，首次參選臺東縣議會議員高票當選，成為該屆最年輕議員，也是臺東縣首位擁有博士學歷的議員。
- 2006年，當選臺東縣議會副議長[3]。
- 2009年，當選臺東縣議會議長，為首位女性議長[4]。
- 2012年，參選臺東縣選舉區立委，敗給劉櫂豪。
- 2014年，獲得第一高票當選臺東縣議員並連任議長[5]。
- 2018年，獲得中國國民黨提名參加臺東縣縣長選舉[6]，以將近60%得票率當選臺東縣縣長[7]。
- 2022年，連任臺東縣縣長[8]。

## 選舉紀錄
| 年度 | 選舉屆數               | 選舉區           | 所屬政黨   | 得票數 | 得票率 | 當選標記 | 備註 |
| ---- | ---------------------- | ---------------- | ---------- | ------ | ------ | -------- | ---- |
| 2005 | 第十六屆臺東縣議員選舉 | 臺東縣第一選舉區 | 中國國民黨 | 3,044  | 6.84%  |          |      |
| 2009 | 第十七屆臺東縣議員選舉 | 臺東縣第一選舉區 | 中國國民黨 | 3,406  | 7.60%  |          |      |
| 2012 | 第八屆立法委員選舉     | 臺東縣選舉區     | 中國國民黨 | 22,553 | 29.60% |          |      |
| 2014 | 第十八屆臺東縣議員選舉 | 臺東縣第一選舉區 | 中國國民黨 | 4,877  | 10.90% |          |      |
| 2018 | 第十八屆臺東縣縣長選舉 | 臺東縣           | 中國國民黨 | 70,577 | 59.05% |          |      |
| 2022 | 第十九屆臺東縣縣長選舉 | 臺東縣           | 中國國民黨 | 68,661 | 61.22% |          |      |

## 臺東縣縣長任內

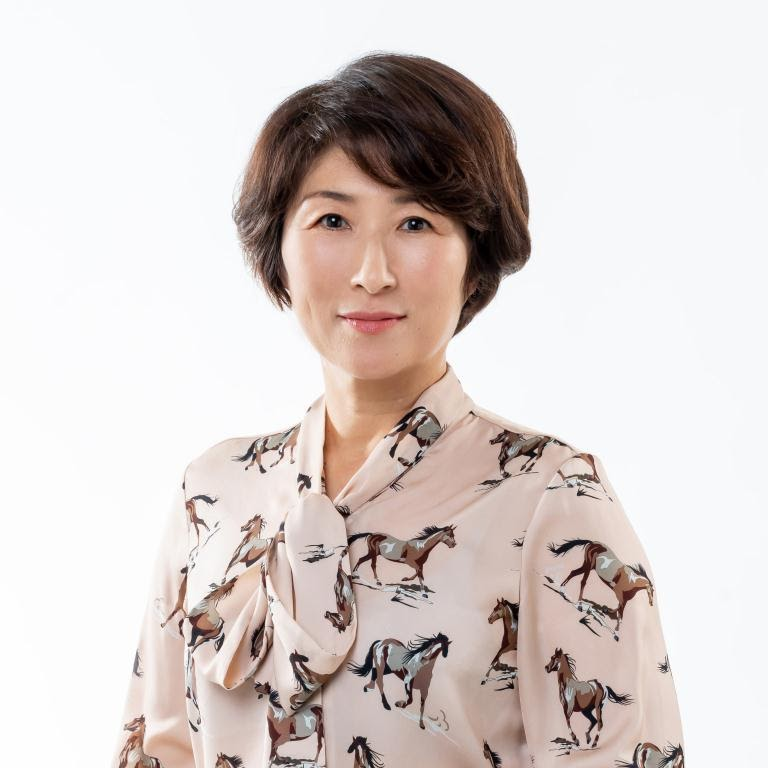
內政部官方肖像

2022年12月，饒慶鈴順利連任臺東縣縣長後，率團親訪新加坡推銷農產品鳳梨釋迦。

## 爭議

### 師大博論抄襲爭議
2022年9月15日，王浩宇在臉書貼出饒慶鈴博士論文比對，另一位網路紅人四叉貓在其留言處評論「論文最後的結論，一字不差抄了五頁，要鬧可以鬧很大。」緊接著王浩宇又在臉書陸續貼出饒博士論文與其他文獻相同部分，比對2005年饒慶鈴博士論文194頁，與2004年陸委會主委張富美立院報告（第五屆第五會期僑務施政報告），一共有5頁相同。隔日，王浩宇接受中央社採訪表示，依規定論文結論不能引用文獻，且僑委會報告當時未對外公開，饒慶鈴父親、時任立法委員饒穎奇才能拿到資料交給饒慶鈴。饒慶鈴面對記者提問則僅回應，「學術歸學術，就讓台師大處理。」

## 外部連結
- 饒慶鈴的Facebook專頁
- 饒慶鈴個人臉書 （页面存档备份，存于）
- YouTube上的饒慶鈴頻道
- 臺東縣議會饒慶鈴議員資訊 （页面存档备份，存于）
- 臺東縣議會饒慶鈴議長資訊 （页面存档备份，存于）
- 臺東縣議會 （页面存档备份，存于）